# 排骨 (电影)
《排骨》，是2005年中国上映的一部电影，由刘高明執導的一部纪录片，该作品主要讲述绰号为“排骨”的贩卖电影光盘的人的故事。

## 電影內容
在全球经济化的今天，很多年轻人都到了城市打工，排骨也是这些年轻人中的其中之一，而由于其喜欢电影，于是开始做起了贩卖电影光盘的生意，虽说他明白这个生意干不长，不过他还是决定干下去。
并且当时还有很多导演来找他，来购买一些特别的电影来学习。

## 備註
1. ↑  .   [2022-11-03]. （原始内容存档于2022-11-03）.
2. ↑  . 中国摄影出版社. 2006年.
3. ↑  .   [2022-11-03]. （原始内容存档于2022-11-03）.

## 外部連結
- 豆瓣电影上《排骨》的資料 （简体中文）
- 时光网上《排骨》的資料（简体中文）
- 互联网电影数据库（IMDb）上《排骨》的资料（英文）
- 在线观看 （页面存档备份，存于）